# 浜松県
浜松県（はままつけん、旧字体：濱松󠄁縣）は、1871年（明治4年）に遠江国一円を管轄するために設置された県。1876年（明治9年）静岡県に吸収合併され廃止。
現在の静岡県西部及び中部の一部にあたる。

## 統合への批判
静岡県への編入後、明治政府に対して分県を求める運動が幾度も起こったが、いずれも却下されてしまった。なお、現在でも一部で「浜松vs静岡」の言葉が存在するが、これが由来であるとも言われている。

## 沿革
- 1871年（明治4年）11月15日 - 第1次府県再編により堀江県が廃止され、静岡県（旧静岡藩）のうち遠江国を編入し、遠江国一円に浜松県が発足。県庁は敷知郡浜松（現在の浜松市）に設置。
- 1876年（明治9年）8月21日 - 第2次府県再編により静岡県に合併。同日浜松県廃止。

## 管轄地域
- 遠江国一円

現行の自治体では以下に相当する。
- 浜松市
- 湖西市
- 磐田市
- 袋井市
- 掛川市
- 菊川市
- 御前崎市
- 牧之原市
- 島田市の一部（大井川以西）
- 藤枝市の一部
- 焼津市の一部
- 周智郡
  - 森町
- 榛原郡
  - 吉田町
  - 川根本町の一部（大井川以西）

## 歴代知事
- 1871年（明治4年）11月15日 - 1872年（明治5年）5月2日 ： 権令・多久茂族（元佐賀藩家老、多久領主）
- 1871年（明治4年）12月3日 - 1872年（明治5年）7月27日 ： 権参事・岩崎長武（元高知藩士）
- 1872年（明治5年）7月27日 - 1872年（明治5年）11月27日 ： 参事・岩崎長武（前浜松県権参事）
- 1872年（明治5年）11月27日 - 1876年（明治9年）8月21日 ： 県令・林厚徳（前額田県権令、元徳島藩士）